# Leonid Popow
Leonid Iwanowicz Popow, ros. Леонид Иванович Попов (ur. 31 sierpnia 1945 w Aleksandrii) – radziecki kosmonauta, generał major lotnictwa, dwukrotny Bohater Związku Radzieckiego, Lotnik Kosmonauta ZSRR.

## Wykształcenie i służba wojskowa
- 1962 – ukończył szkołę średnią mieście Aleksandria. Później przez dwa lata pracował jako ślusarz.
- 1968 – został absolwentem Wyższej Wojskowej Szkoły Lotniczej w Czernihowie i otrzymał dyplom pilota-inżyniera.
- 1968-1970 – służył w pułku lotnictwa myśliwskiego w jednostkach wojsk obrony powietrznej. Od lutego 1970 był instruktorem pułku szkolnego przy Armawirskiej Wojskowej Wyższej Szkole Lotniczej Pilotów Obrony Powietrznej.
- 1976 – w systemie zaocznym ukończył Akademię Sił Powietrznych im. J. Gagarina.
- 1989 – ukończył Wojskową Akademię Sztabu Generalnego im. K. Woroszyłowa.
- 1993 – został naczelnikiem w zarządzie zajmującym się zaopatrzeniem lotnictwa.
- 1995 – 11 listopada, z uwagi na osiągnięty wiek, rozkazem Ministra Obrony Federacji Rosyjskiej został przeniesiony do rezerwy.

## Kariera kosmonauty i służba w Centrum Przygotowań Kosmonautów
- 1970 – 27 kwietnia razem z ośmioma innymi pilotami wojskowymi został przyjęty do oddziału radzieckich kosmonautów.
- 1972 – zakończył podstawowe przeszkolenie, po którym został skierowany do grupy kosmonautów przygotowywanych do lotów w kosmos w ramach programu stacji kosmicznej Salut.
- 1974 – od stycznia 1974 przez dwa lata razem z Michaiłem Burdajewem szkolił się do lotu na statku 7K-S. Równolegle pracował w Centrum Kierowania Lotem jako operator łączności.
- 1976-1978 – wspólnie z Borysem Andriejewem przygotowywał się w jednej z rezerwowych załóg do lotu Sojuza 22. Od października 1976 obaj tworzyli zapasową załogę pierwszej stałej ekspedycji na stację kosmiczną Salut 6. W październiku 1977 po nieudanej misji Sojuza 25 załogi przygotowywane do przyszłych lotów zostały przeformowane tak, aby jednym z członków załogi był doświadczony kosmonauta. W tym przypadku Andriejewa zastąpił Walentin Lebiediew. Do czerwca 1978 obaj szkolili się w załogach rezerwowych podczas przygotowań do startu dwóch pierwszych stałych załóg stacji Salut 6. Później zostali dublerami członków pierwszej załogi misji Sojuza 32.
- 1979 – 25 lutego podczas startu Sojuza 32 był dublerem Władimira Lachowa. Popow i Lebiediew zostali następnie wyznaczeni do podstawowej załogi Sojuza 35 – czwartej stałej ekspedycji na Saluta 6. W trakcie przygotowań Lebiediew doznał poważnego urazu kolana i został zastąpiony przez Walerija Riumina.
- 1980 – od kwietnia do października odbył swój pierwszy lot w kosmos, podczas którego pracował na pokładzie stacji kosmicznej Salut 6.
- 1981 – w maju wziął udział w misji Sojuza 40, kolejnej wyprawy realizowanej w ramach programu Interkosmos. Funkcję dowódcy przejął w grudniu 1980, zastępując Jewgienija Chrunowa. Razem z Popowem w kosmos udał się obywatel Rumunii Dumitru Prunariu.
- 1982 – w maju dowodził lotem Sojuza T-7. Razem z Aleksandrem Sieriebrowem i Swietłaną Sawicką dotarli na stację Salut 7, gdzie pracowała pierwsza stała załoga.
- 1985 – 6 czerwca, podczas startu statku Sojuz T-13, był dublerem dowódcy – Władimira Dżanibekowa. Była to misja ratunkowa mająca na celu ożywienie stacji Salut 7, która uległa awarii. Razem z Popowem w załodze rezerwowej znalazł się również inny radziecki kosmonauta Aleksandr Aleksandrow.
- 1986 – został dowódcą grupy w oddziale kosmonautów, która zajmowała się działalnością załóg podczas lotu kosmicznego.
- 1987 – 13 czerwca, w związku z przyjęciem do Wojskowej Akademii Sztabu Generalnego, opuścił oddział kosmonautów.

## Loty załogowe
- „Sojuz 35”

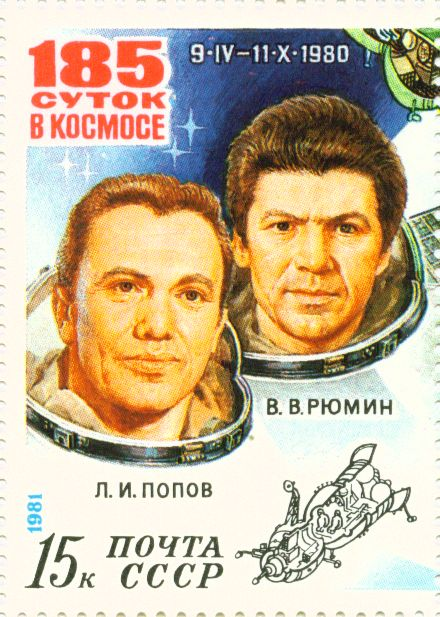
Radziecki znaczek pocztowy upamiętniający misję Popowa i Riumina na stację Salut 6

9 kwietnia 1980 Leonid Popow rozpoczął swój pierwszy lot kosmiczny. Był dowódcą statku kosmicznego Sojuz 35. Funkcję inżyniera pokładowego podczas tego lotu pełnił Walerij Riumin. Kosmonauci byli czwartą stałą załogą jaka pracowała na pokładzie stacji orbitalnej Salut 6. Początkowo w składzie załogi znajdował się Walentin Lebiediew, ale na dwa miesiące przed startem z powodu kontuzji kolana został zmieniony przez Riumina. 10 kwietnia, po pomyślnej operacji dokowania, obaj przeszli na pokład kompleksu orbitalnego. W czasie półrocznego pobytu na orbicie kosmonauci przyjęli i rozładowali trzy statki transportowe typu Progress (9, 10 i 11). Czterokrotnie odwiedzały ich inne załogi realizujące loty krótkotrwałe, w tym realizowane w ramach programu Interkosmos. W maju 1980 na stację przybyła załoga radziecko-węgierska (Kubasow – Farkas), w czerwcu radziecka załoga Małyszew – Aksjonow na nowym statku kosmicznym Sojuz T-2, w lipcu 1980 radziecko-wietnamska – Gorbatko – Phạm Tuân, a we wrześniu załoga radziecko-kubańska Romanienko – Tamayo Mendez. Popow i Riumin pozostali na stacji Salut 6 aż do 11 października 1980. Powrócili na pokładzie statku Sojuz 37. Ustanowili wówczas światowy rekord przebywania człowieka w kosmosie – prawie 185 dni.
- „Sojuz 40”

Drugim lotem Popowa w kosmos była misja Sojuza 40. Statek został wyniesiony na orbitę 14 maja 1981. Był to dziewiąty lot realizowany w ramach międzynarodowego programu Interkosmos. Wziął w nim udział rumuński kosmonauta Dumitru Prunariu. Była to jednocześnie ostatnia załogowa wyprawa, w której posłużono się statkiem typu Sojuz (wersja 7K-T). Dzień później doszło do połączenia Sojuza 40 z kompleksem orbitalnym Salut 6 – Sojuz T-4, na którym pracowali Władimir Kowalonok oraz Wiktor Sawinych. Podczas lotu przeprowadzono 23 eksperymenty przygotowane przez naukowców radzieckich i rumuńskich. M.in. przeprowadzano obserwacje pola magnetycznego Ziemi. Powrót kosmonautów nastąpił 22 maja 1980. Wylądowali w odległości około 220 km od Żezkazganu.
- „Sojuz T-7”

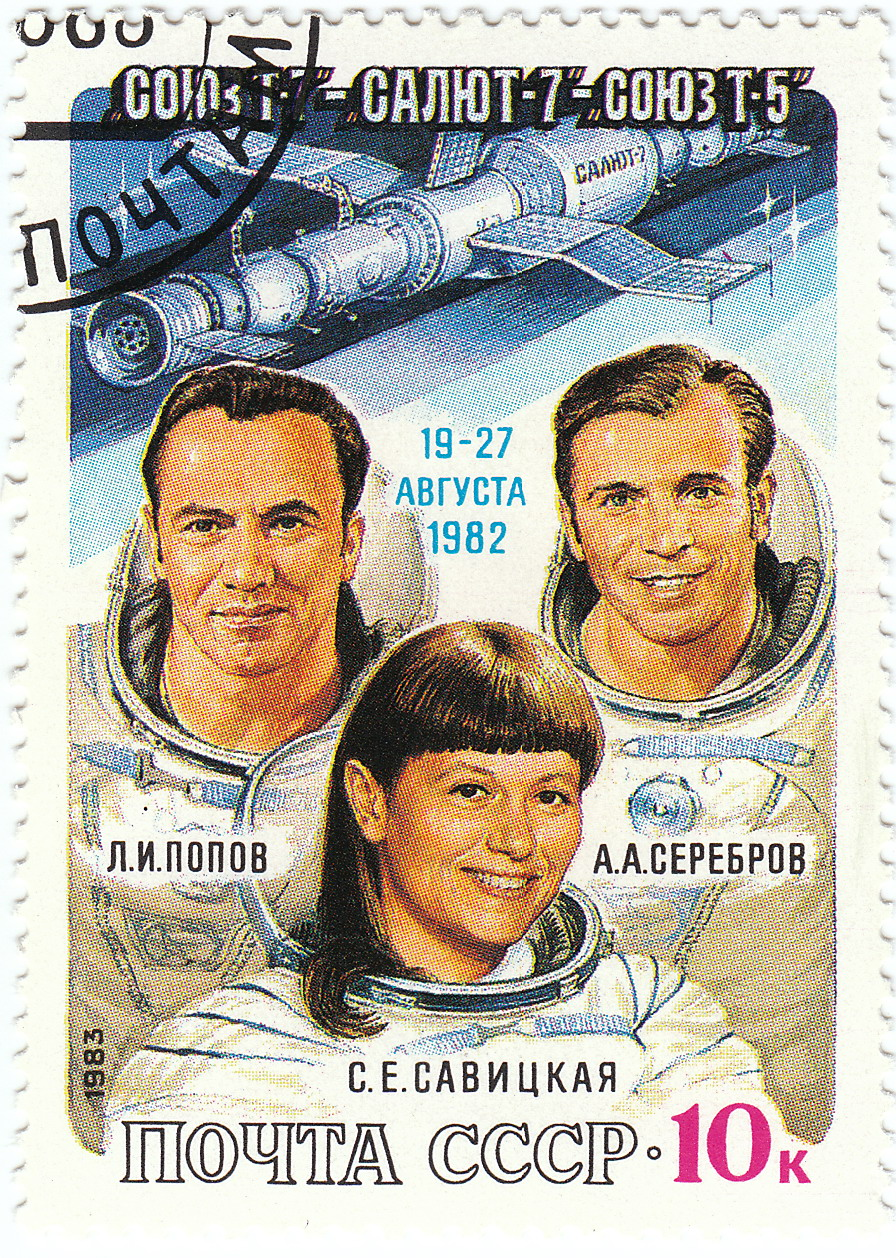
Radziecki znaczek pocztowy upamiętniający lot Popowa, Sawickiej i Sierebrowa na stację Salut 7

Start do ostatniego lotu Popowa miał miejsce 19 sierpnia 1982. Ponownie był dowódcą misji, w której uczestniczyli również Aleksandr Sieriebrow i Swietłana Sawicka. Statek Sojuz T-7 20 sierpnia połączył się z zespołem orbitalnym Salut 7 – Sojuz T-5 na którym pracowała stała załoga Bieriezowoj – Lebiediew. Sawicka została drugą kobietą, która znalazła się w kosmosie. Po wykonaniu zaplanowanych eksperymentów, w tym z zakresu medycyny i biologii, trójka kosmonautów powróciła na Ziemię 27 sierpnia 1982 na pokładzie statku Sojuz T-5. Kapsuła Sojuza T-7 pozostała na orbicie do dyspozycji stałej załogi Saluta 7.

## Odznaczenia i nagrody
- tytuł Lotnika Kosmonauty ZSRR (1980)
- Medal Złota Gwiazda Bohatera Związku Radzieckiego – dwukrotnie (1980, 1981)
- Order Lenina – trzykrotnie (1980, 1981, 1982)
- Medal „Za zasługi w podboju kosmosu” (2011, Rosja)[1]
- Medal Złota Gwiazda Bohatera Republiki Kuby (1980)
- Order Playa Giron (1980, Kuba)
- Medal Złota Gwiazda Bohatera Węgierskiej Republiki Ludowej (1980)
- Medal Złota Gwiazda Bohatera Socjalistycznej Republiki Rumunii (1981)
- Medal Złota Gwiazda Bohatera Pracy Socjalistycznej Republiki Wietnamu (1980)
- Order Hồ Chí Minha (1980, Wietnam)
- Order Wolności I klasy (1980, Laos)
- Złoty Medal Akademii Nauk ZSRR im. Konstantina E. Ciołkowskiego
- Dyplom honorowy FAI im. Władimira M. Komarowa (1980)
- Universal Astronaut Insignia za lot orbitalny (nr 93) – Stowarzyszenie Uczestników Lotów Kosmicznych (Association of Space Explorers(inne języki))[2]

## Wykaz lotów
| Loty kosmiczne, w których uczestniczył Leonid I. Popow                   | Loty kosmiczne, w których uczestniczył Leonid I. Popow | Loty kosmiczne, w których uczestniczył Leonid I. Popow | Loty kosmiczne, w których uczestniczył Leonid I. Popow | Loty kosmiczne, w których uczestniczył Leonid I. Popow | Loty kosmiczne, w których uczestniczył Leonid I. Popow | Loty kosmiczne, w których uczestniczył Leonid I. Popow |
| №                                                                        | Data startu                                            | Statek kosmiczny                                       | Data lądowania                                         | Statek kosmiczny                                       | Funkcja                                                | Czas trwania                                           |
| ------------------------------------------------------------------------ | ------------------------------------------------------ | ------------------------------------------------------ | ------------------------------------------------------ | ------------------------------------------------------ | ------------------------------------------------------ | ------------------------------------------------------ |
| 1                                                                        | 9 kwietnia 1980                                        | Sojuz 35                                               | 11 października 1980                                   | Sojuz 37                                               | Dowódca                                                | 184 dni 20 godzin 11 minut i 35 sekund                 |
| 2                                                                        | 14 maja 1981                                           | Sojuz 40                                               | 22 maja 1981                                           | Sojuz 40                                               | Dowódca                                                | 7 dni 20 godzin 41 minut i 52 sekundy                  |
| 3                                                                        | 19 sierpnia 1982                                       | Sojuz T-7                                              | 27 sierpnia 1982                                       | Sojuz T-5                                              | Dowódca                                                | 7 dni 21 godzin 52 minuty i 24 sekundy                 |
| Łączny czas spędzony w kosmosie – 200 dni 14 godzin 45 minut i 51 sekund |                                                        |                                                        |                                                        |                                                        |                                                        |                                                        |